# Cambodia Angkor Air
Cambodia Angkor Air é a companhia aérea do Camboja, com sede em Phnom Penh. Iniciou a sua atividade em 28 de Julho de 2009. A empresa é de propriedade do governo do Camboja (51%) e Vietnam Airlines (49%), esta última permitindo código partilhado.

## História

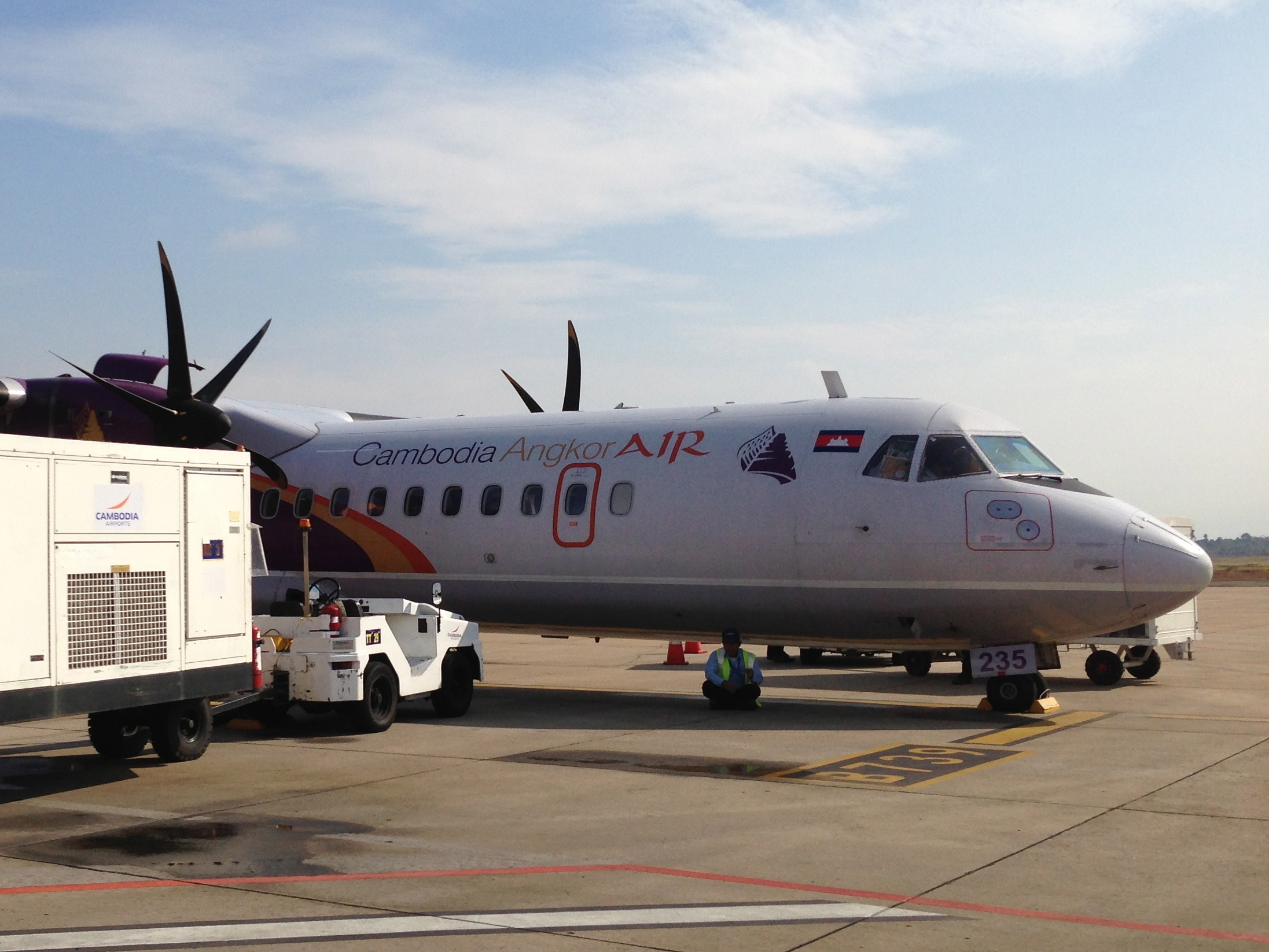
ATR72-500 da Cambodia Angkor Air

A Cambodia Angkor Air foi fundada em 31 de julho de 2009, substituindo a companhia aérea Royal Air Cambodge, que tinha ido à falência em 2001, concentrando-se em servir rotas turísticas no Camboja, especialmente voos conectando Angkor Wat.

## Frota

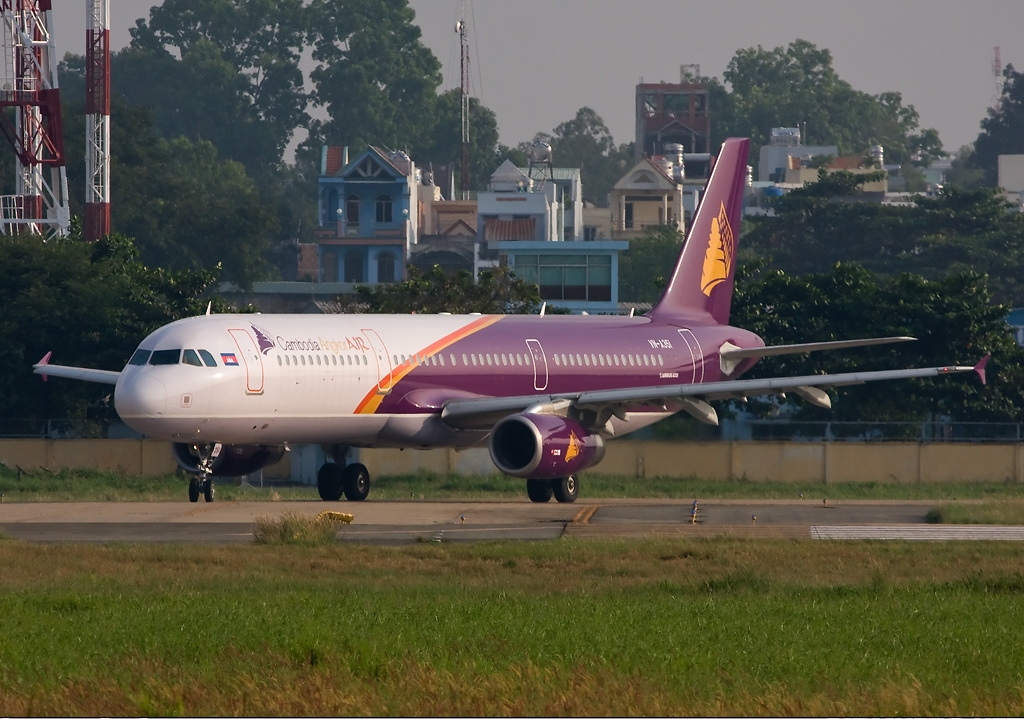
Airbus A321 da Cambodia Angkor Air.

As aeronaves da Cambodia Angkor Air são emprestadas da Vietnam Airlines e a partir de janeiro de 2013, a frota da Camboja Angkor Air é composta pelas seguintes aeronaves arrendadas e com uma idade média de 1,0 anos, que são todos operadas em nome da Vietnam Airlines: 
| Aircraft        | Total | Passageiros | C  | Y   | Notas |
| --------------- | ----- | ----------- | -- | --- | ----- |
| Airbus A321-200 | 5     | 178         | 16 | 162 |       |
| ATR 72-500      | 2     | 67          | 0  | 67  |       |